# Тихуана (футбольный клуб)
«Тихуа́на», полное название «Клуб Тихуа́на Шолоитскуи́нтлес де Калье́нте» (исп. Club Tijuana Xoloitzcuintles de Caliente), иначе известный по своему прозвищу «Шо́лос» (исп. Xolos) — мексиканский футбольный клуб из города Тихуана, штата Нижняя Калифорния. Клуб выступает в Лиге МХ, высшем дивизионе Мексики.
Клуб «Тихуана» добился исторического успеха, став чемпионом высшего дивизиона Мексики в сезоне Апертура 2012, всего лишь год спустя после выхода из второго дивизиона. До этого ни одному клубу второго дивизиона за всю историю чемпионата не удавалось стать чемпионом Мексики за столь короткое время после выхода в высший дивизион.

## История

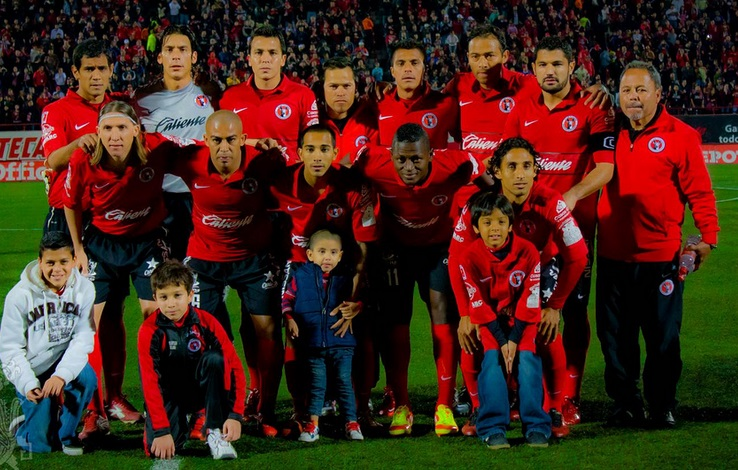
«Тихуана» в 2012 году

Нынешний клуб «Тихуана» зародился в 2007 году, после того как местная команда второго дивизиона «Дорадос де Тихуана» вылетела в предыдущем сезоне в третий дивизион. Главным инициатором создания команды стал Хорхе Анк Рон, мексиканский политик, предприниматель и владелец крупнейшей в стране компании, принимающей ставки на спортивные результаты, «Групо Кальенте» (Grupo Caliente). Первоначальное название команды стало «Тихуана Гальос де Кальенте» (Tijuana Gallos de Caliente) и впоследствии изменено на «Тихуана Шолоитскуинтлес де Кальенте». Хорхеальберто Анк Инсунса, 28-летний сын владельца, был назначен президентом клуба (впоследствии стал самым молодым из президентов клубов высшей лиги).
Новый стадион под названием «Кальенте» был завершён в ноябре 2007 года и вмещал 13 333 человек. В 2008 году вместимость была увеличена до 21 000 и в дальнейшем планируется довести вместимость до 33 333 мест.

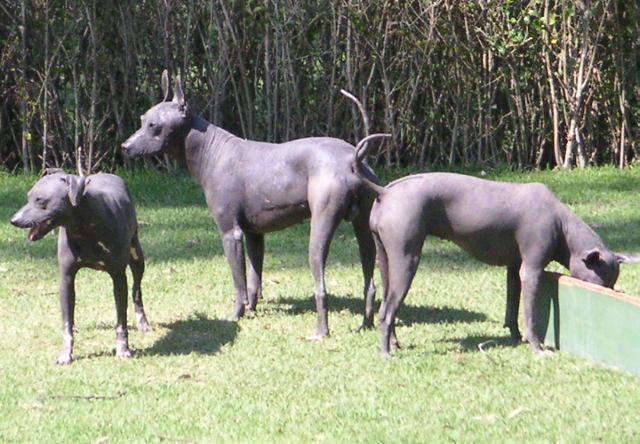
«Шолоитскуинтле» или мексиканская голая собака — символ клуба

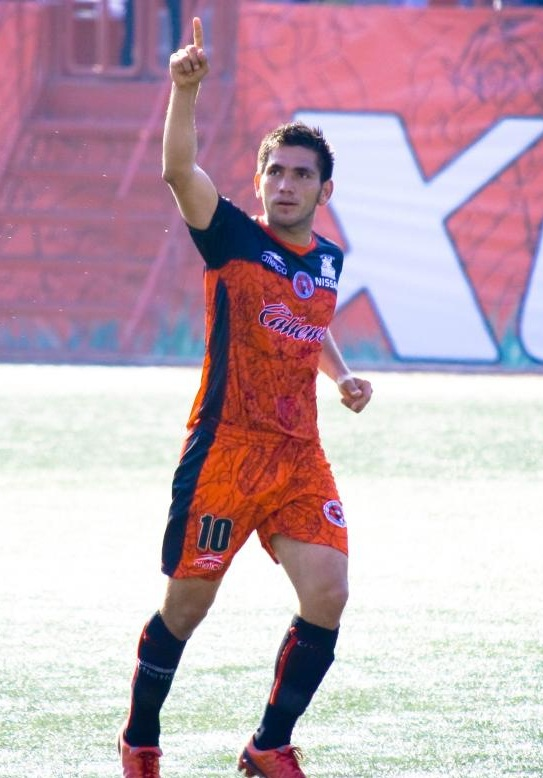
Рауль Энрикес—лучший бомбардир «Тихуаны» за всю историю клуба

Главным символом клуба является мексиканская голая собака Шолоитскуинтле (сокращённо Шоло). Она является также частью полного названия клуба и одним из прозвищ. Эта собака является олицетворением энергии и ярости народа Тихуаны, а также истории Мексики, поскольку данная порода была известна в стране более трёх тысяч лет назад.
С сезона 2010/11 в команде выступает ряд опытных футболистов. Прочное финансовое положение позволяет руководству «Тихуаны» делать дорогостоящие покупки. Так, один из лучших игроков Кубка Америки 2011 года, футболист сборной Уругвая Эхидио Аревало Риос ещё в ходе турнира оформил переход в «Тихуану» из бразильского «Ботафого». Нападающий сборной Колумбии Дайро Морено также перешёл в «Тихуану» в ходе Кубка Америки. Лидером средней линии стал игрок сборной Мексики Фернандо Арсе, а в нападении блистал лучший бомбардир клуба за всю историю Рауль Энрикес, который выступал за «Тихуану» с момента её основания.
Клуб добился первого успеха став чемпионом Лиги де Ассенсо, второго дивизиона чемпионата Мексики, в сезоне Апертура 2010. В матче за выход в высшую лигу, «Тихуана» переиграл «Ирапуато», победителя Клаусуры 2011, и впервые в своей истории пробился в Примеру. Год спустя клуб добился исторического успеха, выиграв чемпионат высшего дивизиона в сезоне Апертура 2012. Ни одному клубу второго дивизиона за всю историю чемпионата не удавалось стать чемпионом Мексики за столь короткое время после выхода в высший дивизион.

## Достижения
- Чемпион Мексики (1): Апертура 2012
- Финалист Кубка Мексики (1): 2019/20
- Победитель Ассенсо МХ (второй дивизион Мексики) (1): 2010/11